# Connétable
A connétable latin eredetű francia szó. A latin comestabulus, eredetileg a comes stabuli-nak (a. m. az „istálló ispánja”) származéka. A Francia Királyságban a legmagasabb egyszemélyi katonai méltóságot, főhadparancsnokot jelölték ezzel a szóval a középkorban, az újkor első évszázadaiig.
A tisztség magyar megfelelője a frank mintára szerveződő középkori magyar államszervezetben a lovászmester.

## Franciaországban
Már a Frank Birodalomban ezzel a szóval jelölték a királyi ménesek felügyelőjét, aki a Karolingok és kiváltképpen a Capetingek korában egyre nagyobb katonai hatáskörrel rendelkezett, és idővel Franciaországnak a király utáni első személyiségévé, az összes haderő főparancsnokává és a katonai igazságszolgáltatás fejévé vált. Ezt a magas tisztséget – éppen annak önálló alkotmányjogi jelentősége miatt – Richelieu bíboros, XIII. Lajos király főminisztere a királyi abszolutizmus érdekében 1627-ben el is törölte.
A tisztség jelképe egy kard volt királykék hüvelyben. I. Napóleon császár 1804-ben névlegesen felélesztette az ősi intézményt. Öccsét, Bonaparte Lajost nevezte ki connétable-lá, utóbb pedig Louis-Alexandre Berthier marsallt, Wagram hercegét vice-connétable-lá.
A Bourbon-ház restaurációjával (1815-től) ezek az intézmények ismét megszűntek.

## Connétable-ok Angliában
Angliában a franciaországi származású dinasztiák alatt fejlődött ki a Lord High Constable-nek a francia connétable-hoz hasonló udvari és országos tisztsége, amelyet VIII. Henrik király törölt el.